# Пиротско приповедање
Пиротско приповедање је део усмене традиције и представља вербално уметничко изражавање у прози или стиху на пиротском говору који је део тимочко-лужничог дијалекта. Пиротско приповедање се преноси усмено кроз генерације и изражава национални и културни идентитет српског народа у пиротском крају.
Пиротско приповедање се налази на списку српских нематеријалних културних добара и представља усмена казивања на пиротском говору.

## Карактеристике
Пиротско приповедање представља вид обичајне и друштвене праксе и комуникације и заснива се на традиционалним сижејно-тематским обрасцима. Испољава се у великом броју жанрова у прози као што су: предање, бајка, басна, прича о животињама, легендарна прича, новела, шаљива прича, анегдота, виц, стих и песме које се приповедају а не певају, као и кратке форме попут загонетка, пословица, здравица и сл. Приповедачи се обично уче казивачком знању у кругу својих породица и пријатеља, и преносе је од изворних носилаца усмене традиције усменим путем. Приповеда се на окупљањима тј. на седенћама и обичајним свечаностима, уз посао, на путовању.
Пиротско приповедање тј. казивање, причање присутно је у локалним заједницама на подручју Пирота у југоисточној Србији.
Промоцију о пиротском приповедању је одржана у Етнографском музеју у Београду 23. августа 2018. године укључујући и остала нематеријална добра са подручја пиротског краја. 